# Metilcloroizotiazolinonă
Metilcloroizotiazolinona (MCI) este un compus organic cu formula chimică S(C2HCl)C(O)N(CH3). Este un derivat de izotiazolinonă, utilizat ca biocid în diverse produse cosmetice. Prezintă proprietăți alergene, putând cauza dermatită de contact.